# Пахтаарал
«Пахтаарал» — советский футбольный клуб из Сырдарьинской области. Основан не позднее 1966 года в посёлке Ильич.

## Достижения
- Во второй лиге — 7 место (в зональном турнире класса «Б» 1967 год).
- В кубке — поражение в 1/4 зонального финала (1967/1968).